# Niña Polaca
Niña Polaca es un grupo musical español de rock alternativo formado en Madrid en 2018. Sus fundadores, Álvaro Surma y Alberto Rojo, se conocieron en el barrio de Malasaña, y posteriormente se integraron en la banda Luis Von Kobbe y Sandra Sabater. Su música está influida por el pop español de los años 1980 y sus letras son irónicas y afiladas.
Apoyados por un potente desempeño en directo, con el que han actuado en salas y festivales, tienen en su haber tres discos de estudio: De la línea diez al Sol (2020), Asumiré la muerte de Mufasa (2021) y Que adoren tus huesos (2023).

## Biografía
Álvaro Surma (Alicante, 1995) y Alberto Rojo se conocieron en el barrio de Malasaña, donde eran vecinos, y coincidieron en su interés por la composición musical. En 2018 formaron el grupo tras incorporar al baterista Luis Von Kobbe, que también vivía en el barrio. Tras un viaje juntos por Polonia surgió la idea de denominar Niña Polaca a la banda. En septiembre comenzaron a dar sus primeros conciertos, e incorporaron a la guitarrista Sandra Sabater, del grupo Ginebras. Su nexo de unión era su admiración por el pop español de los años 1980 y la estética de la Movida madrileña. Llevaron a cabo sus primeros ensayos en un sótano del barrio de La Latina.
En 2019 firmaron por el sello Subterfuge Records, con el que publicaron a finales de año su primer single: «Madrid sin ti», que fue considerado un himno del confinamiento. En 2020 recopilaron todas sus composiciones y publicaron De la línea diez al Sol, considerado su primer álbum. Tras la pandemia por coronavirus, publicaron su segundo LP, Asumiré la muerte de Mufasa el 24 de septiembre de 2021. El disco fue producido por Dani Alcover (Dover) que tuvo una importante influencia en su sonido. Este disco supuso su entrada masiva en el circuito de festivales, y su consideración por algunos medios como una «promesa del indie español». A finales de 2022 Sandra Sabater abandonó la formación para centrarse en su carrera en Ginebras y se incorporaron Claudia Zuazo como teclista y Rubén Manchón a la guitarra.
Tras una extensa gira de salas y festivales, el 27 de octubre de 2023 publicaron su tercer álbum, Que adoren tus huesos. Como presentación del disco ofrecieron dos conciertos en la Sala La Riviera, con sendos llenos en noviembre de 2023 y enero de 2024. Durante la gira realizaron sus primeros conciertos en México, actuando en dos festivales en Guadalajara y Ciudad de México.
En 2024, la popular cadena de supermercados estadounidense Walmart eligió la canción «Travieso» de su último álbum para promocionar su campaña navideña entre el público hispanohablante. A lo largo de 2025 publicaron versiones de varias canciones del disco junto a artistas como Sexy Zebras, Dani Fernández, Carlangas o Amaral, con quien interpretaron una versión de «Los días malos».

## Componentes
- Álvaro Surma (Surma): Voz y guitarra
- Alberto Rojo (Beto): Bajo y coros
- Luis Von Kobbe (Kobbe): Batería
- Rubén Manchón: Guitarra
- Claudia Zuazo: Teclados

## Discografía
| Año  | Álbum                       | Discográfica       | Productor                                          |
| 2020 | De la línea diez al Sol     | Subterfuge Records |                                                    |
| 2021 | Asumiré la muerte de Mufasa | Subterfuge Records | Dani Alcover                                       |
| 2023 | Que adoren tus huesos       | Subterfuge Records | Guille Mostaza, Diego Perinetti y Carlos Hernández |